# Kurd von Bülow
Kurd Edgar Bodo von Bülow (Allenstein, Prússia Oriental, 20 de julho de 1899 – Rostock, 30 de maio de 1971) foi um geólogo alemão.

## Obras
- Geologie für Jedermann: eine erste Einführung in geologisches Denken, Arbeiten und Wissen, 10. Auflage, Franckh, Stuttgart 1974 (zuerst 1941)
- Die Mondlandschaften, Mannheim, Bibliographisches Institut, 1969
- com Hans Udluft Die Preußische Geologische Landesanstalt 1873-1939, Hannover, Bundesanstalt für Bodenforschung 1968
- Das Wichtigste aus der Geologie, Berlin-Konradshöhe, Schmidt, 1954
- Die Entstehung der Kontinente und Ozeane. Bild und Bau der Erdkruste, Stuttgart, Kosmos, 1963
- Allgemeine Küstendynamik und Küstenschutz an der südlichen Ostsee zwischen Trave und Swine, Berlin, Akademie Verlag 1954
- Neubearbeitung von Bruno Tiedemann Über Bodenuntersuchungen bei Entwurf und Ausführung von Ingenieurbauten, Berlin, Ernst 1952
- Erdgeschichte am Wege, Stuttgart, Franckh, 1941
- Wehrgeologie, Leipzig, Quelle und Meyer 1938 (mit Walter Kranz, Erich Sonne, Otto Burre, Wilhelm Dienemann)
- Deutschlands Wald- und Ackerböden: Einführung in die Bodenbeurteilung im Gelände und die Grundlagen der Bodenschätzung, Borntraeger, Berlin 1936
- Deutsche Moore, Borntraeger, Berlin 1932
- Moorkunde, De Gruyter 1924 (Sammlung Göschen)
- Alluvium : Grundsätzliches und Programmatisches zur Geologie der jüngsten erdgeschichtlichen Epoche, Borntraeger 1930
- Editor: Handbuch der Moorkunde, mehrere Bände, Berlin, Borntraeger, ab 1929
- Geologische Heimatkunde von Pommern, 2 Bände, Greifswald, Moninger 1924, 1925
- Beiträge zu Die Entwicklungsgeschichte der Erde, 2 Bände, Werner Dausien Verlag, Hanau und Edition Leipzig 1971